# Athena
För andra betydelser, se Athena (olika betydelser).

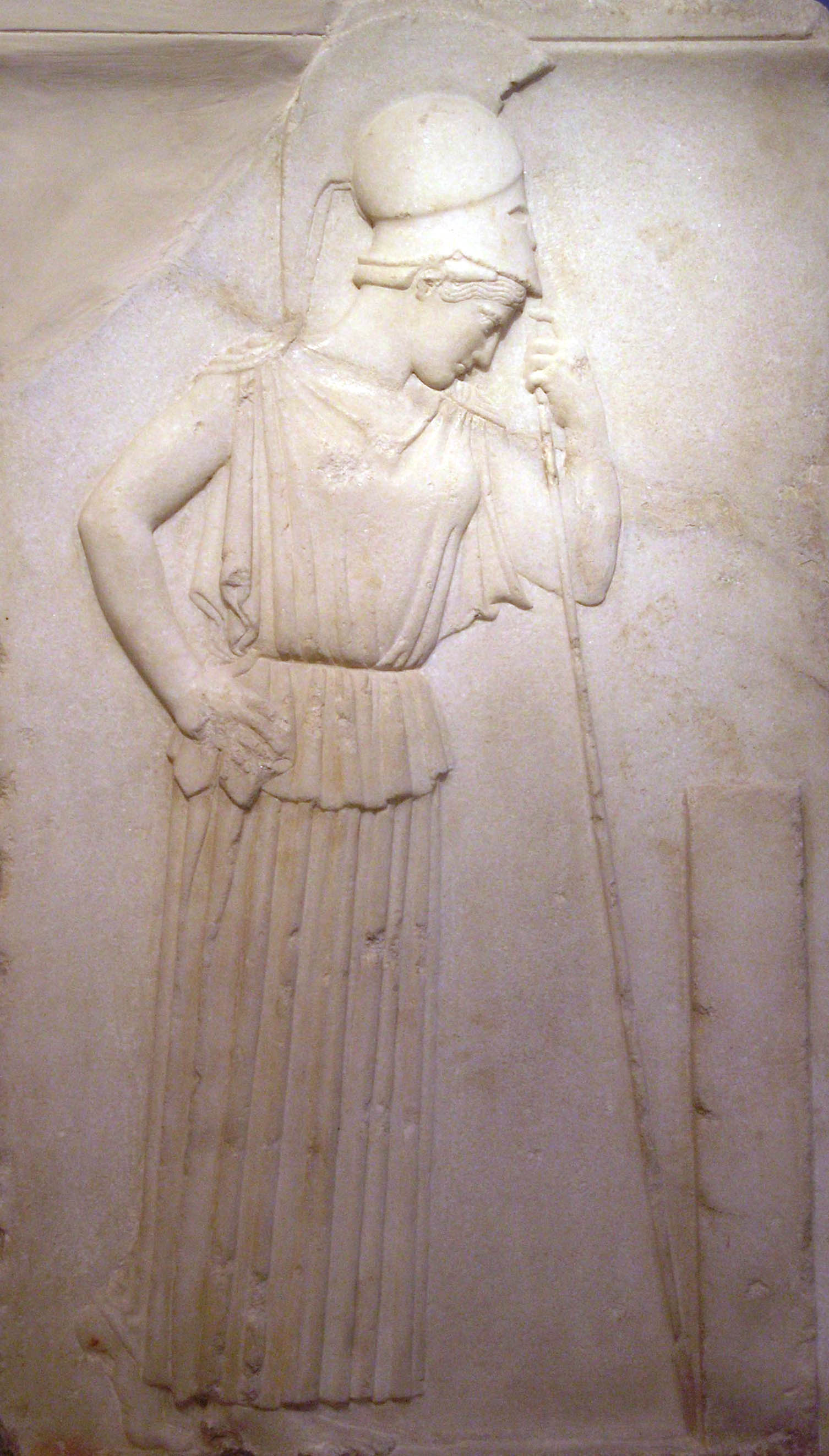
Avbildning av Athena från 400-talet f.Kr.

Athena eller Pallas Athena var vishetens och krigets gudinna i grekisk mytologi. Hennes attribut var sköld, lans, olivträd och uggla. Ett alternativt namn till Athena var Tritonia. Pallas, flodguden Tritons dotter, var gudinnan Athenas vän och fostersyster. Under en duell på lek, råkade Athena av misstag döda sin väninna; för att hedra hennes minne, antog Athena då namnet Pallas Athena.

## Beskrivning
De flesta myter berättar ingenting om Athenas mor, och säger endast att Athena var Zeus mest älskade dotter och hade fötts ur hans huvud. Enligt Hesiodos Theogoni var dock Metis hennes mor.
Zeus ville ha Metis och jagade henne runt hela tiden. Metis förvandlade sig till olika djur för att lura honom men han var ständigt efter henne. En dag får Zeus reda på av ett orakel att Metis första barn skulle vara en dotter och sedan en son som skulle ta ner honom från tronen. För att förhindra detta smickrade han Metis tills hon sänkte garden, sedan åt han upp henne.
Vad Zeus inte visste var att Metis redan var gravid och efter att han slukat henne tillverkade hon en rustning åt sin kommande dotter. Hamrandet gjorde att Zeus fick en kraftig huvudvärk. Han skrek så det hördes överallt. Hermes förstod att det var något på tok och bestämde att man skulle öppna hans huvud. Han sade till Hefaistos (andra förekommer, beroende på källan) som slog honom med en hammare och öppnade hans skalle. Ur hans huvud kom Athena upp fullvuxen och i rustning.
Aten var huvudort för hennes dyrkan, forskarna är osäkra om staden fått sitt namn efter henne eller tvärtom, namnet förekommer dock redan under mykensk tid. Enligt en legend vann hon herraväldet över Aten efter en tävling med Poseidon, där hennes gåva, det första olivträdet visar sig vara till mer nytta för staden än den saltkälla Poseidon låter springa fram på Akropolis.

### Personlighet
Athena var hård och modig i strider som var till för att försvara hem från fiender. Hon var gudinnan över städer, hantverk, olivträdet och visheten. Hon uppfann trumpeten, flöjten, vagnen, skeppsbyggarkonsten, plogen och mycket annat som blev till nytta för mänskligheten och civilisationen. Hennes eviga följeslagare var en uggla. Athenas stående epitet är glaukopis, vilket tolkats som ”uggleögd” eller ”strålögd”.

### Attribut och varianter
Athena uppträdde med olika attribut vid olika tillfällen:
- När hon uppträdde som hantverkarnas och konstnärernas beskyddare kallades hon Athena Ergane.
- Det var som Athena Parthenos, Jungfrun Athena, hon tillbads vid templet Parthenon på Akropolisklippan.
- Hon uppträdde som stridens gudinna under namnet Athena Promacho.
- Som Athena Polias, stadens Athena, var hon staden  Atens och Akropolis-templets skyddsgudinna.
- Hette Minerva i den romerska mytologin.